# Rally van Brazilië
De Rally van Brazilië, formeel Rally do Brasil, was een rallyevenement gehouden in Brazilië. De rally stond in de seizoenen 1981 en 1982 op de kalender van het wereldkampioenschap rally. Daarna is het nog onderdeel geweest van het Zuid-Amerikaans rallykampioenschap.

## Lijst van winnaars
- Noot: De lijst is niet compleet.

| Editie | Seizoen | Rijder         | Navigator      | Auto               |
| ------ | ------- | -------------- | -------------- | ------------------ |
| 4      | 1982    | Michèle Mouton | Fabrizia Pons  | Audi quattro       |
| 3      | 1981    | Ari Vatanen    | David Richards | Ford Escort RS1800 |
| 2      | 1980    | Arno Hees      | Andre          | Fiat 147           |
| 1      | 1979    | Markku Alén    | Ilkka Kivimäki | Fiat 131 Abarth    |